# Герб Пермского района
Герб Пермского района — официальный символ Пермского района Пермского края Российской Федерации.
Ныне действующий герб Пермского района утверждён решением Земского Собрания Пермского муниципального района от 26 июня 2008 года № 687 и внесён в Государственный геральдический регистр Российской Федерации с присвоением регистрационного № 4482.

## Геральдическое описание герба
В червленом поле золотое кольцо, внутри которого идущий с опущенной головой золотой медведь

## Символика
- красный цвет — символ мужества, самоотверженности, труда, жизнеутверждающей силы, праздника, красоты;
- золото символизирует прочность, величие, интеллект, великодушие, богатство;
- кольцо — символ прочности и вечности территории Пермского муниципального района;
- медведь символизирует Пермскую землю.

## История

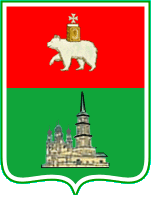
Герб Пермского муниципального района 2001 года

Первый официальный герб Пермского муниципального района был утверждён решением Законодательного Собрания Пермского муниципального района от 1 марта 2001 года № 115.
Описание герба: «Щит, который символизирует защиту. Базовыми элементами герба являются две составляющие: почетная вершина и основание. Горизонтальная разделительная граница (фесс) между вершиной и основанием резко не обозначена, что вместе с золотой окантовкой (одеянием) щита подчеркивает его целостность. В главной составляющей части изображен серебряный медведь, идущий влево (геральдически вправо), помещенный на червленом (красном) фоне. На его спине Евангелие в золотом окладе с изображением восьмиконечного креста. Почетная вершина герба символизирует принадлежность Пермского района к Пермской губернии. Нижняя часть щита (основание) зеленого цвета. Олицетворяет следующие добродетели: развитие и целеустремленность. Главный элемент основания герба — Никольская церковь, которая действовала в XVII—XIX в.в. в селе Верхние Муллы и была разрушена в начале XX века. Образ Никольской церкви символизирует возрождение и духовность. Церковь выполнена в желтом цвете, который символизирует значимость, славу, благополучие.»